# Ciliosemina purdieana
Ciliosemina purdieana är en måreväxtart som först beskrevs av Hugh Algernon Weddell, och fick sitt nu gällande namn av Antonelli. Ciliosemina purdieana ingår i släktet Ciliosemina och familjen måreväxter.
Artens utbredningsområde är Colombia. Inga underarter finns listade i Catalogue of Life.